# Liste der Monuments historiques in Saint-Michel (Haute-Garonne)
Die Liste der Monuments historiques in Saint-Michel (Haute-Garonne) führt die Monuments historiques in der französischen Gemeinde Saint-Michel auf.

## Liste der Bauwerke
| Bezeichnung | Beschreibung              | Standort | Kennzeichnung | Schutzstatus | Datum | Bild |
| ----------- | ------------------------- | -------- | ------------- | ------------ | ----- | ---- |
| Schloss     | Erbaut im 18. Jahrhundert | (Lage)   | PA31000057    | Inscrit      | 2002  |      |